# L'Épouvantable Épouvantail
L'Épouvantable Épouvantail (titre original : The Mystery of the Sinister Scarecrow) est un roman américain écrit par Robert Arthur, Jr. et Mary Virginia Carey. Il s'agit d'un des romans de la série policière pour adolescents Les Trois Jeunes Détectives.
La rédaction du roman fut attribuée à Alfred Hitchcock pour des motifs publicitaires et de marketing dans les éditions de 1974 à 1984.

## Personnages
- Hannibal Jones
- Peter Crentch
- Bob Andy
- Charles Wooley, entomologiste
- Larry Cocklin, employé de la SAEDS
- Letitia Radford, sœur de Chester Radford
- Mme Chumley, gouvernante de la maison Radford, handicapée
- Mme et M. Burrow, maître d'hôtel et employée de la maison Radford

## Résumé
Hannibal Jones, Peter Crentch et Bob Andy vont voir le contenu d'un petit chalet situé dans les montagnes de Santa Monica. Ils ont un accident de la route : un pneu a éclaté. Alors qu'ils recherchent de l'aide dans les environs, Hannibal se fait sauvagement attaquer par un homme en furie. Il s'agit de Charles Wooley, qui avait pris Hannibal pour un épouvantail vivant ! Woolsey est un entomologiste qui étudie les fourmis guerrières.
Les trois jeunes gens apprennent que plusieurs personnes ont entraperçu, ces dernières semaines, un épouvantail se baladant au clair de lune : outre Charles Wooley, Larry Cocklin, employé de la SAEDS, dit l'avoir vu, ainsi que Letitia Radford. Alors que les trois détectives se trouvent à la maison Radford, la chambre de Letitia est envahie par des dizaines de milliers de fourmis, provenant du laboratoire de Wooley. Une jarre de fourmis lui a été volée dans son laboratoire et placée dans la chambre de Letitia. L'anecdote prêterait à sourire, mais Letitia a la phobie des insectes, et loin d'être une plaisanterie, cet acte révèle une intention de lui nuire...